# Sergej Vasil'evič Gerasimov
Sergej Vasil'evič Gerasimov (Mičurinsk, 26 settembre 1885 – Mosca, 20 aprile 1964) è stato un pittore russo.
Paesaggista, aderì inizialmente all'impressionismo e successivamente introdusse un'arte realista ispirata al socialismo.